# Демченков, Иван Дмитриевич
Иван Дмитриевич Демченков (26 августа 1926, дер. Вититнево, Ельнинский уезд, Смоленская губерния — 28 июня 2016, Узловая, Тульская область) — проходчик шахты № 12 комбината «Новомосковскуголь» Министерства угольной промышленности СССР, Тульская область, Герой Социалистического Труда (1971).

## Биография
Родился 26 августа 1926 года в деревне Вититнево Ельнинского уезда Смоленской губернии (ныне Ельнинский район Смоленской области) в семье крестьянина-бедняка. Русский. Член КПСС с 1973 года.
Окончил семилетку. В годы Великой Отечественной войны принимал активное участие в партизанском движении на территории Смоленской области. Разведчик партизанского полка им. XXIV годовщины РККА. За мужество и храбрость в боях с немецко-фашистскими захватчиками награждён орденом Отечественной войны II степени, двумя медалями «За отвагу», медалью «Партизану Отечественной войны» I степени.
С 1944 по 1950 год служил в Советской армии. После демобилизации приехал в Тульскую область, поступил на работу в одно из шахтоуправлений. В короткие сроки овладел несколькими горняцкими профессиями, показал образцы трудового героизма, высокой производительности труда, постоянно выполнял сменные задания. Был удостоен ордена Ленина, знаков «Шахтёрская слава».
Указом Президиума Верховного Совета СССР от 30 марта 1971 года за выдающиеся успехи в выполнении заданий пятилетнего плана по развитию угольной промышленности и достижение высоких технико-экономических показателей И. Д. Демченкову присвоено звание Героя Социалистического Труда. Он также награждён медалями «За доблестный труд. В ознаменование 100-летия со дня рождения В. И. Ленина», «Ветеран труда» и др.
Принимал активное участие в работе партийных, советских, профсоюзных органов. Избирался депутатом Тульского областного, Узловского городского Советов народных депутатов, членом городского комитета партии, профкома шахты, комбината «Новомосковскуголь».
С 1981 года И. Д. Демченков — персональный пенсионер союзного значения. Жил в городе Узловая Тульской области. Умер 28 июня 2016 года на 90-м году жизни.